# Athénée-Comique
L'Athénée-Comique est une ancienne salle de théâtre parisienne située au 17 rue Scribe, puis dans la rue Boudreau.

## Historique

### Premier théâtre (1867-1869)
Au numéro 17 de la rue Scribe, M. Bischoffsheim, banquier et dilettante, fait, en 1865, construire un vaste immeuble dans lequel on ménage, sur le modèle de la grande salle du Conservatoire, un local destiné à des concerts et à des conférences. Décidé à ne retirer aucun profit de l'entreprise, M. Bischoffsheim l'a installée de façon qu'elle lése le moins possible ses revenus locatifs. La salle, baptisée du nom d'Athénée, est dans les sous-sols de l'immeuble ; il faut  descendre à l'orchestre et aux premières loges, les secondes seules se trouvent de plain-pied. De forme ronde, elle comprenait deux rangs de loges avec galerie sur le premier rang ; sa décoration, due à Cambon, est blanche, relevée d'or, et cette teinte douce contraste heureusement avec le velours rouge sombre qui garnissait les loges. À la place de la scène s'éleve l'orchestre, montant par gradins superposés et allant s'appuyer à un grand orgue caché par un treillage doré à travers lequel serpentaient des branches de lierre. Un très beau lustre et des girandoles nombreuses jetaient une vive lumière sur l'ensemble, commode autant qu'élégant.

### Deuxième théâtre (1890)
Le café-concert du Chalet, au 50 avenue de Clichy, est transformé en théâtre en 1890. Le musicien Félix Pardon, élève de François-Auguste Gevaert, en est le directeur ; Le nom d'Athénée-Comique vient naturellement à l'esprit du nouvel imprésario ; la salle, remise en état, ouvre donc sous ce vocable, inemployé depuis sept ans, le 22 novembre 1890, avec Le Sang des Gélinard,de Louis Jacolliot, Paul Cosseret et Maxime Guy. Inspiré de l'Article 7, avec des scènes connues, jouées par des acteurs qui ne le sont pas, ne plait pas beaucoup ; le 6 décembre, l'affiche annonce Les Femmes du voisin, par Jean Michelot. Cette pièce inédite est encore moins heureuse que la précédente. On la joue fort peu, selon Louis-Henry Lecomte, l'Athénée-Comique verse comme droits d'auteurs une somme totale de 370 francs pour ces deux pièces. Pardon ferme la salle, qui ne rouvre que le 3 octobre  1891, sous le nom de théâtre Moncey, en hommage au général du même nom.

## Galerie

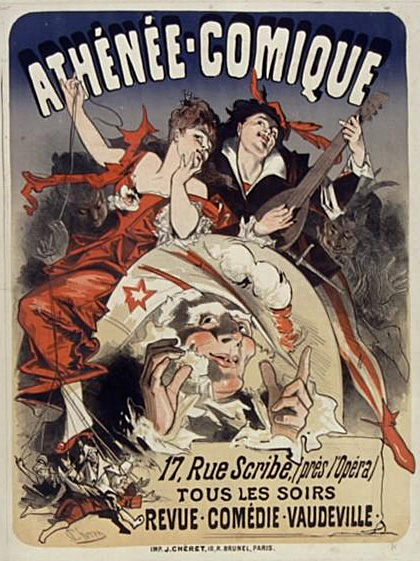
Affiche de Jules Chéret (1876).
Affiche de Lucien Métivet (1895).